# كارل حمود
كارل حمود (بالسويدية: Carl Hammoud)‏ هو رسام سويدي، ولد في 3 أبريل 1976.